# إليانور فلبس
إليانور فلبس (بالإنجليزية: Eleanor Phelps)‏ هي ممثلة أمريكية، ولدت في 8 سبتمبر 1907 في بالتيمور في الولايات المتحدة، وتوفيت في 29 سبتمبر 2001 في نيويورك في الولايات المتحدة.

## وصلات خارجية
- إليانور فلبس على موقع IMDb (الإنجليزية)
- إليانور فلبس على موقع أول موفي (الإنجليزية)
- إليانور فلبس على موقع قاعدة بيانات برودواي على الإنترنت (الإنجليزية)
- إليانور فلبس على موقع قاعدة بيانات الأفلام السويدية (السويدية)
- إليانور فلبس على موقع قاعدة بيانات الفيلم (الإنجليزية)